# Antonio Mercero Santos
Antonio Mercero Santos (1969, Madrid) es un guionista espanyol, cocreador d'Hospital Central, una de les sèries més longeves del panorama televisiu espanyol. És fill del cineasta Antonio Mercero i germà del director de sèries de televisió Ignacio Mercero.

## Biografia
Llicenciat en Periodisme en la Facultat de Ciències de la Informació (1987-92). Santos Mercero, va començar els seus passos com a periodista seguint més tard al cinema i la televisió com a guionista. Va ser autor de "Dentro del Paraíso" i abans va treballar per a diferents sèries, entre elles la reeixida Farmacia de guardia, del seu pare.
Va ser periodista amb Manu Leguineche en l'agència Lid i Fax Press (1990-92) i col·laborador de La gaceta de los negocios a Nova York; responsable de cinema i vídeo en la revista ONOFF (1992-93).
En 1994, segons les seves paraules "passa del periodisme i es posa a escriure guions". Durant la dècada del 1990 va participar en sèries modestes com Señor Alcalde, En plena forma, Una de dos, i altres. En 1999 entra a Videomedia per fer Hospital Central. Crea la sèrie amb Jorge Díaz i Moisés Gómez. Després va coordinar els guions Lobos, ha escrit les novel·les El final del hombre i El caso de las japonesas muertas i un llibre de contes.
Pel que fa al cinema, va guanyar la bisnaga de plata al millor guió per 15 años y un día de Gracia Querejeta (2013) i el premi al millor guió al Festival de Cinema d'Espanya de Tolosa de Llenguadoc per Felices 140.
El 2021, sota el pseudònim Carmen Mola i juntament amb Agustín Martínez i Jorge Díaz, va guanyar el premi Planeta, dotat amb un milió d'euros, amb la novel·la "La bestia".

## Obra
- La caza. Monteperdido (2019)
- Hache (2019)
- Felices 140 (2015)
- Ciega a citas (2014)
- 15 años y un día (2013)
- El pacto (2010)
- MIR (2007-2008)
- Atropello (2006) (Telefilm)
- 7 días al desnudo (guionista)
- Lobos Serie de TV (guionista)
- Dentro del Paraíso (2005) Telefilm.
- Hospital Central (2001)
- Farmacia de guardia (1991)